# Karl-Heinz Muus
Karl-Heinz Muus (* 28. September 1923 in Dortmund; † 11. Dezember 2008 ebd.) war ein deutscher Eishockeyspieler, der unter anderem für den TuS Eintracht Dortmund in der Bundesliga aktiv war.

## Karriere
Karl-Heinz Muus verbrachte einen Großteil seiner Eishockeykarriere in seiner Heimatstadt Dortmund, wo er zunächst für den TuS Eintracht Dortmund und später für den ERC Westfalen Dortmund aktiv war. Mit dem TuS stieg er Ende der 1950er Jahre erst in die Oberliga und zwei Jahre später in die Bundesliga auf. Der Stürmer absolvierte in der Saison 1960/61 insgesamt 17 Partien in der ersten Liga und trug mit acht Treffern zum Klassenerhalt seiner Mannschaft bei. 
Zur folgenden Spielzeit 1961/62 wechselte Muus zum EC Deilinghofen (ECD). Für den erst zwei Jahre zuvor gegründeten Verein war er der erste externe Neuzugang. Mit 38 Jahren war er zudem der mit Abstand älteste Spieler der Mannschaft, die in den beiden Vorsaisons noch im Juniorenbereich angetreten war. Nach zwei Jahren verließ er den ECD wieder.
In den folgenden Jahren spielte Muus immer wieder für den ERC Westfalen Dortmund, den Nachfolgeklub des TuS Eintracht., mit dem er unter anderem im Jahr 1969 in die Oberliga aufstieg. Die einzige weitere Station außerhalb seiner Heimatstadt war in der Spielzeit 1971/72 der Regionalligist ESC Soest. Zuletzt kehrte er Anfang der 1980er Jahre im Alter von fast 60 Jahren aufs Eis zurück, als er mit dem ERC Westfalen in die Regionalliga aufstieg. 

## Erfolge und Auszeichnungen
- 1958 Meister der Landesliga NRW und Aufstieg in die Oberliga mit dem TuS Eintracht Dortmund
- 1960 Meister der Oberliga und Aufstieg in die Bundesliga mit dem TuS Eintracht Dortmund
- 1969 Aufstieg in die Oberliga mit dem ERC Westfalen Dortmund
- 1982 Aufstieg in die Regionalliga mit dem ERC Westfalen Dortmund

## Karrierestatistik
(Legende zur Spielerstatistik: Sp oder GP = absolvierte Spiele; T oder G = erzielte Tore; V oder A = erzielte Assists; Pkt oder Pts = erzielte Scorerpunkte; SM oder PIM = erhaltene Strafminuten; +/− = Plus/Minus-Bilanz; PP = erzielte Überzahltore; SH = erzielte Unterzahltore; GW = erzielte Siegtore; 1 Play-downs/Relegation; Kursiv: Statistik nicht vollständig)

## Familie
Karl-Heinz Muus war der Vater des Eishockeyspielers Michael Muus (* 1954), der unter anderem für die Düsseldorfer EG, den Kölner EC, EC Deilinghofen bzw. ECD Iserlohn und Duisburger SC in der Bundesliga aktiv war.